# Farleigh House
Farleigh House, ou Farleigh Castle, parfois appelé Farleigh New Castle, est une grande maison de campagne anglaise située dans le comté de Somerset, anciennement le centre du domaine de Farleigh Hungerford. Une grande partie de la pierre pour la construire provient du château voisin de Farleigh Hungerford et la maison est maintenant un bâtiment classé Grade II .
Farleigh House est construite et agrandie au cours des XVIIIe et XIXe siècles et jusqu'en 1970 sert de centre d'un domaine de campagne appartenant à la famille Houlton jusqu'en 1899, puis à d'autres. En 1970, il est vendu pour être utilisé comme école préparatoire appelée Ravenscroft School. Après sa fermeture en 1996, la maison est louée aux derniers propriétaires de l'école par le nouveau Farleigh College jusqu'en 2001, puis elle est vendue à Inspecs, un fabricant d'instruments optiques. En 2010, un bail de 99 ans est acquis par le Bath Rugby Club, qui l'occupe désormais comme siège social et centre d'entraînement.

## Famille Houlton
La maison est en grande partie construite avec des pierres provenant des ruines du Château de Farleigh (en). Un drapier de Trowbridge, Joseph Houlton, achète le domaine Farleigh Hungerford en 1702, et son fils, Joseph Houlton le Jeune, vit à Church Farm sur le domaine. Il reconstruit complètement et transforme une vieille maison à pignon en Farleigh House, une modeste résidence de gentleman avec un parc aux cerfs de 120 acres. En 1806, le colonel John Houlton hérite du domaine . Il agrandit et modifie la maison dans le style néo-gothique à la mode, dépensant 40 000 £ sur les extensions de la maison principale, une chapelle, des serres chaudes, des écuries et six loges. La majeure partie de la maison actuelle date de cette période. L'un des lodges s'appelait le Castle Lodge et est maintenant connu sous le nom de Bath Lodge Hotel.
La famille Houlton reste à Farleigh Hungerford jusqu'en 1899, date à laquelle Sir Edward Houlton est décédé sans héritier mâle.
Le domaine est vendu en 1906 à Lord Cairns et passe ensuite entre plusieurs mains. Dans les années 1950 et 1960, Farleigh House et son domaine appartiennent à la famille Hely-Hutchinson, une branche cadette des comtes de Donoughmore.

## Ravenscroft School
En 1970, la maison principale et un certain nombre de cottages sont vendus à M. John FR Gillam, directeur et propriétaire de l'école Ravenscroft, qui était auparavant basée dans le Château de Beckington. Vers 1980, John Gillam achète également une grande partie du domaine Farleigh Hungerford. En juillet 1996, l'école Ravenscroft est fermée et la maison est louée au Farleigh College, une école spécialisée éduquant des enfants atteints de Trouble du spectre de l'autisme et de dyslexie, mais qui part ensuite dans de nouveaux locaux près de Mells . La famille Gillam reste propriétaire de la maison jusqu'en 2002, date à laquelle elle est vendue à une société d'optique appelée Inspecs pour servir de siège social à l'entreprise.

## Inspecs
En 2002, la société londonienne Inspecs, détenue par Robin Totterman et Chris Smith, achète la maison et le terrain et rétablit l'ancien nom de "Farleigh House". Ils passent huit ans et des sommes importantes à redonner à la maison son ancienne gloire. Une rénovation complète est effectuée pendant cette période, notamment le remplacement de la majeure partie du toit plat en plomb . Une tour fortifiée médiévale à l'ouest de Farleigh House, connue sous le nom de " Drakes " et maintenant appelée Tower House ou Castle Court, est sauvée de la ruine grâce à un vaste projet de restauration. Le directeur du domaine David Reed (le frère de l'acteur Oliver Reed) effectue d'importants travaux de terrassement pour rétablir les jardins à la française traditionnels.

## Club de rugby de Bath
En avril 2010, Bruce Craig, un homme d'affaires local, achète un bail de 99 ans de Farleigh House pour l'utiliser comme nouveau siège administratif et terrain d'entraînement du Bath Rugby Club, à la suite de son acquisition du club. La maison est maintenant le nouveau centre d'entraînement de Bath Rugby. La propriété dispose désormais de deux terrains de rugby ainsi que d'une surface de jeu tous temps ,.